# Algemene Doopsgezinde Sociëteit

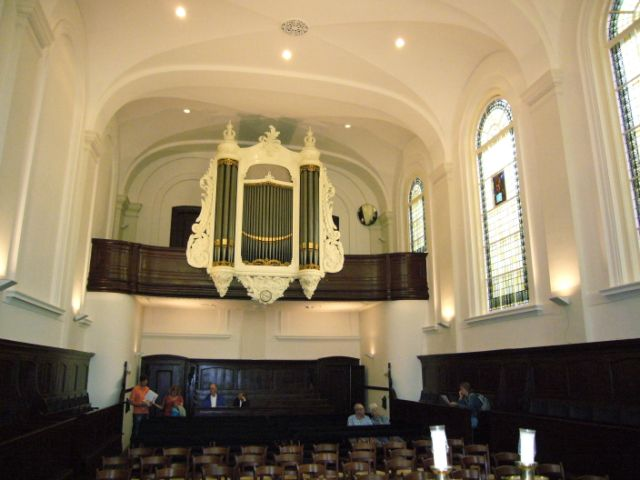
Innenraum der Doopsgezinde Kerk in Utrecht

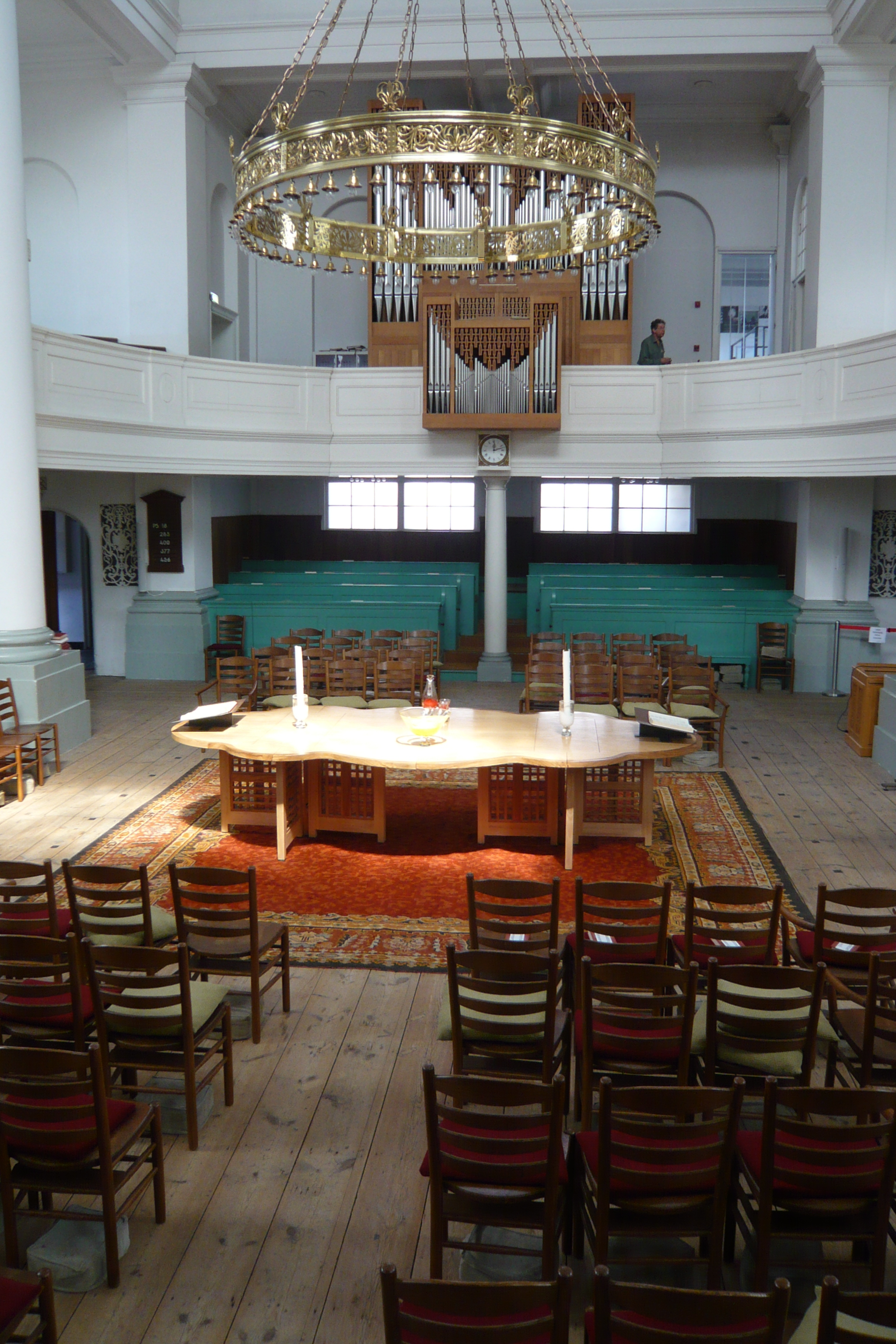
Innenraum der Doopsgezinde Kerk in Haarlem

Die Algemene Doopsgezinde Sociëteit (zu Deutsch: Allgemeine Taufgesinnte Gesellschaft) ist die mennonitische Kirche in den Niederlanden. Die Kirche wurde 1811 als Zusammenschluss mehrerer mennonitischer Kirchen wie der bereits 1695 gegründeten Friese Doopsgezinde Sociëteit (Friesische Taufgesinnte) gegründet.
Die Kirche ist Mitglied des Ökumenischen Rates der Kirchen (ÖRK), der Mennonitischen Weltkonferenz, der Konferenz Europäischer Kirchen sowie des niederländischen ökumenischen Rates der Kirchen (Raad van Kerken in Nederland) und hatte 2009 circa 9.700 Mitglieder in 119 Gemeinden.

## Geschichte
Die erste niederländische Täufergemeinde wurde um 1530 in Leeuwarden gegründet. Anstöße zur Gründung von Täufergemeinden gingen vor allem von dem in Emden wirkenden Reformator Melchior Hofmann aus. Nach dem Scheitern der apokalyptischen und militanten Täufer von Münster sammelten Dirk und Obbe Philips wie auch der aus dem niederländischen Friesland stammende Pfarrer Menno Simons den gemäßigten Teil der Täuferbewegung und formulierten eine bewusst pazifistische Theologie. Unter Menno Simons entstanden in den 1540ern im Norden der Niederlande (Friesland und Groningen) und in Norddeutschland neue Gemeinden. 
Nach Simons’ Tod zersplitterte die niederländische Täuferbewegung zunehmend. Anders als die Evangelisch-reformierte Kirche konnten die kongregationalistischen Mennoniten nicht auf eine feste Kirchenstruktur aufbauen. So bildeten sich noch im 16. Jahrhundert  waterländische, friesische und flämische Gemeinden. Nach 1664 entstanden konservativere (Sonnisten) und offenere (Lammisten oder auch Remonstrantische Taufgesinnte) Gemeinden. Erst 1801 einigten sich beide Fraktionen wieder. Die flämischen Gemeinden einigten sich bereits 1632 auf das Dordrechter Bekenntnis, das später viele andere Gemeinden übernahmen und heute noch eine große Bedeutung für die von den Schweizer Mennoniten abgespaltenen Amischen hat. 
Nach Einführung der Toleranz in den nördlichen Niederlanden unter Wilhelm von Oranien 1579 nannten sich die niederländischen Gemeinden wieder offen Taufgesinnte (Doopsgezinde). Im 17. und 18. Jahrhundert in einer Zeit ökonomischer und kultureller Blüte (Goldenes Zeitalter) fanden die niederländischen Mennoniten wie auch z. B. die Remonstranten zunehmend Akzeptanz in Staat und Wirtschaft. Für die Theologenausbildung besteht seit 1735 in Amsterdam ein Mennonitisches Seminar. Seit 1925 sind mehrere Seminarhäuser als Bruderschaftshäuser (Broederschapshuis) entstanden. Größte Kirche ist die Singelkerk in Amsterdam. 
Im Jahr 2013 gaben die niederländischen Mennoniten zusammen mit anderen protestantischen Kirchen in den Niederlanden (Protestantische Kirche, Remonstranten, Freisinnige und andere) ein gemeinsames ökumenisches Gesangbuch (Liedboek – zingen en bidden in huis en kerk) heraus.